# Dom Hauenschildów

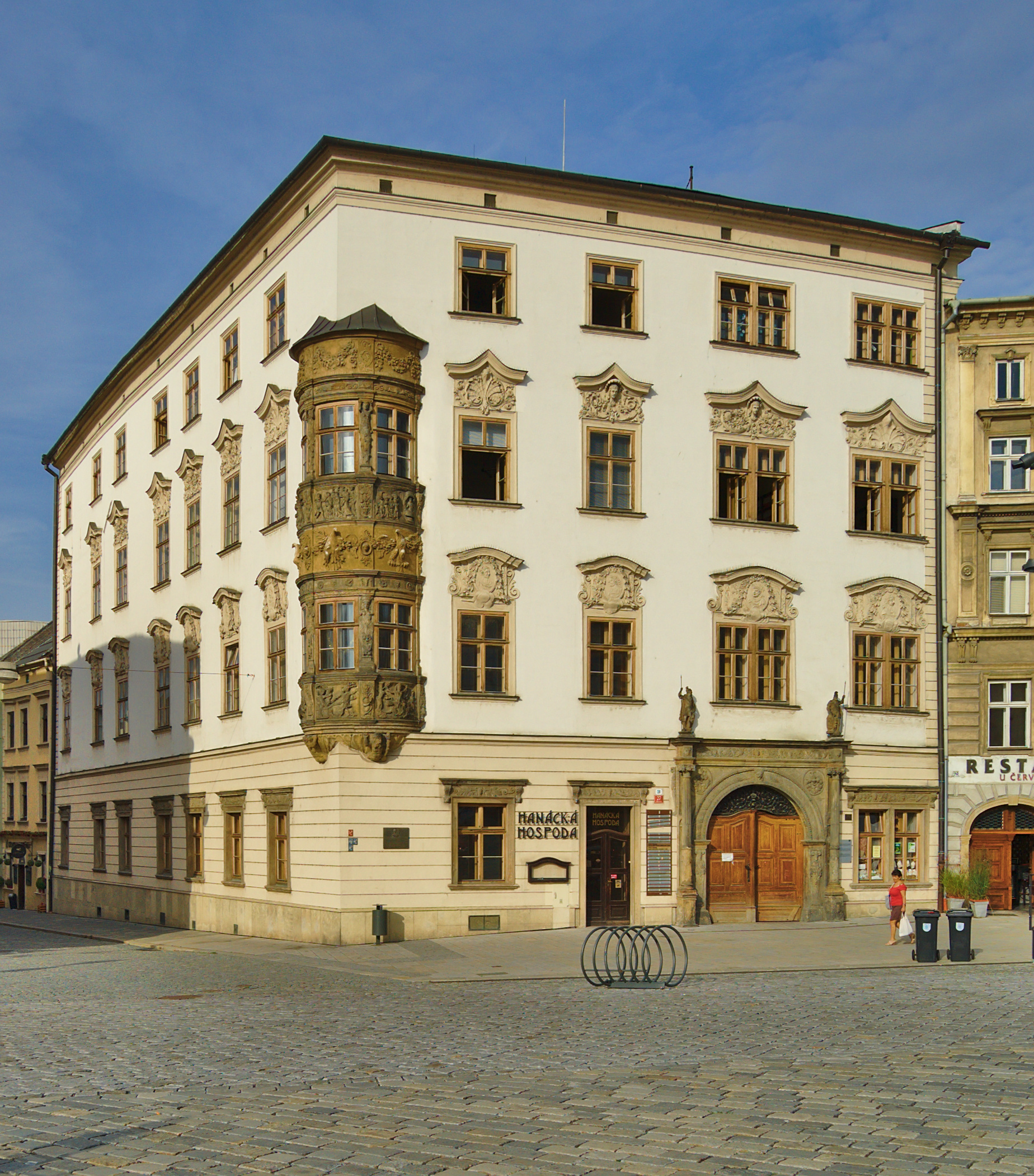
Dom Hauenschildów

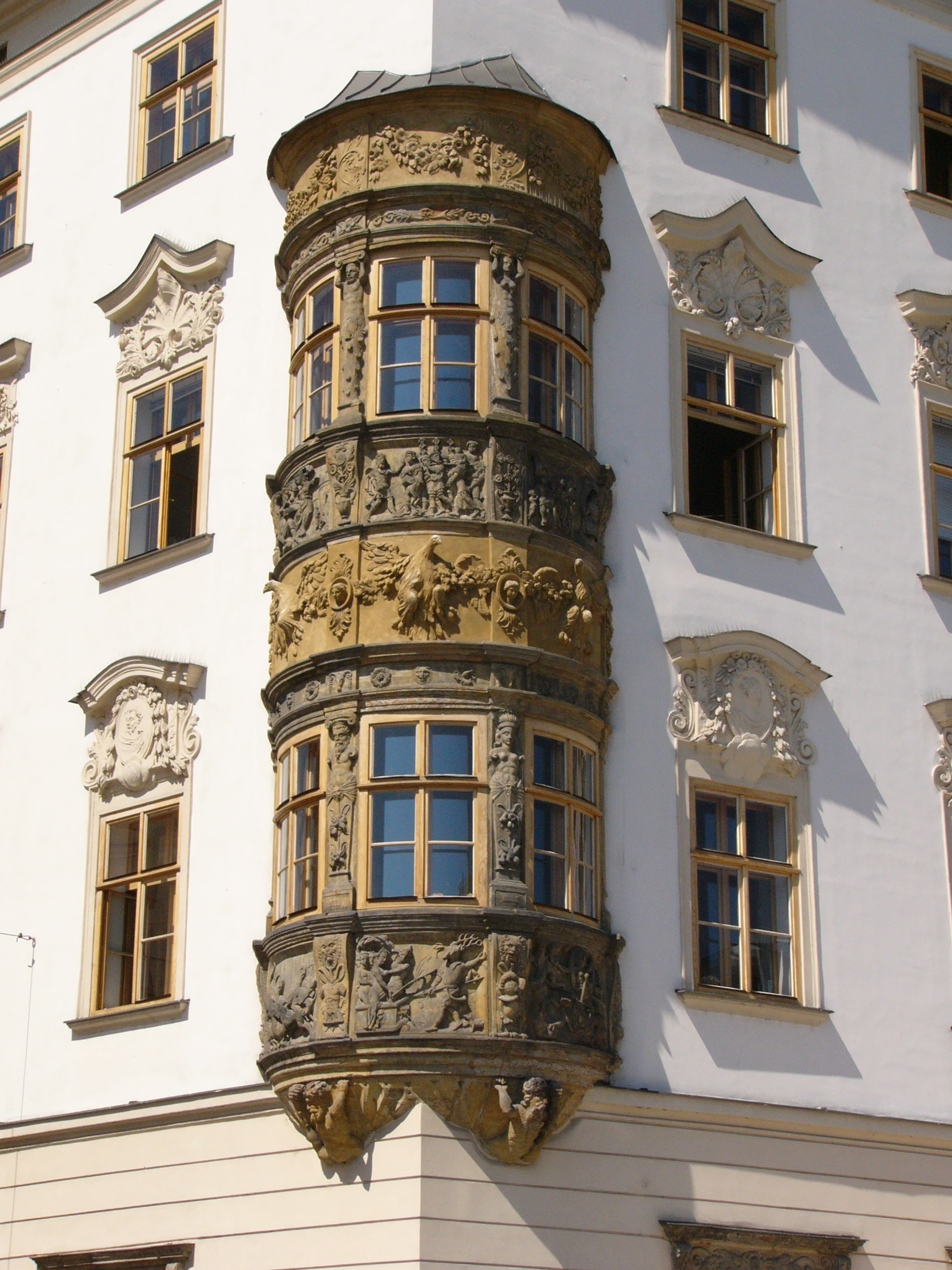
Narożny wykusz domu Hauenschildów

Dom Hauenschildów (cz. Hauenschildův palác, Hauenschildův dům) – renesansowy dom bogatej rodziny mieszczańskiej w Ołomuńcu na Morawach, we wschodniej części Republiki Czeskiej. Od 1958 r. budynek podlega ochronie jako zabytek kultury (pod nr 13586/8-3583).

## Położenie
Budynek znajduje się w południowej części starego miasta w Ołomuńcu. Posiada adres Dolní náměstí nr 38. Zajmuje narożnik między południowo-zachodnią pierzeją tego placu i ulicą Lafayetta (cz. Lafayettova ulice).

## Historia
Obecna budowla stoi w miejscu kilku starszych, gotyckich domów, z których zachowały się tylko sklepione piwnice. Najstarsza wzmianka o domu pochodzi z 1569 roku, kiedy to Martin i Anna Matušowie kupili od Jana Weisa dom wraz ze znajdującą się w nim winiarnią. W 1574 roku obiekt kupił Jaroslav Liber ze Štralenberka. Od 1586 r. dom należał do bogatego handlarza win, Sebastiana Hauenschilda z Fürstenfeldu (zm. w 1589 r.), następnie do wdowy po nim i jego syna, od 1597 r. już tylko do jego syna Macieja, a od 1598 r. do jego kuzyna Szymona. Renesansowa przebudowa budynku miała miejsce w latach 90. XVI w., za czasów Hauenschildów.
Po zakończeniu wojny trzydziestoletniej, do czasu wybudowania w pobliżu nowego zespołu klasztornego, przez pewien czas mieszkała tu wspólnota kapucynów. W pierwszej połowie XVIII wieku dom ponownie służył przez krótki czas jako koszary i wartownia.
W latach 1744–1768 w budynku mieścił się teatr, a na dziedzińcu zbudowano dla niego specjalną salę. W 1776 r. wynajęto pierwsze piętro na szkołę, a nad nią przez jakiś czas funkcjonował szpital wojskowy.
Po drugiej wojnie światowej swoją siedzibę miała tu m.in. Rada Narodowa. Aktualnie na parterze budynku w dalszym ciągu mieści się lokal gastronomiczy („Hanácká hospoda”), a na piętrach kilka organizacji pozarządowych.

## Architektura
Pałac Hauenschildów, pierwotnie dwupiętrowy, obecnie czterokondygnacyjny, zajmuje parcelę o kształcie nierównobocznego czworokąta. Posiada układ dwuskrzydłowy, front od strony placu, z bramą wjazdową, jest czteroosiowy, front od strony ulicy siedmioosiowy. Frontowy narożnik zaznacza wydatny, okrągły wykusz, obejmujący pierwsze i drugie piętro.
Na parterze pałacu znajduje się obszerna, dwuosiowa sień przejazdowa, nakryta sklepieniami krzyżowo-żebrowymi, które w osi podłużnej podtrzymywane są przez kolumny toskańskie. Oprócz tradycyjnych renesansowych elementów dekoracyjnych, szeroki portal wejściowy ożywiają płaskorzeźbione hermy i kolumny po bokach, na których, ponad poziomem gzymsu, ustawiono rzeźby rycerzy, niosących na tarczach herby Czech i Moraw. Dekoracja rzeźbiarska na wykuszu nawiązuje do historii z Metamorfoz Owidiusza. Wykonał ją prawdopodobnie G. Gialdi według projektów V. Salisa.
Na początku XVIII wieku pałac Hauenschilda został przebudowany w stylu barokowym. Powstały wówczas bogato zdobione frontony okienne ze stiukowymi medalionami, festonami i girlandami. Dobudowa trzeciego piętra w latach 1883-84 znacząco naruszyła wyrafinowaną równowagę dawnej architektury budynku. W XVII wieku pałac otrzymał nazwę (od ówczesnego szyldu domu) „U zlatého jelena”, ale od 1726 roku zmienił nazwę na dom „U černého orla”.

## Wybitni mieszkańcy
W 1619 r. zatrzymało się tu tureckie poselstwo. Po zdobyciu miasta, na początku 1742 r. tymczasowo mieszkał tu król pruski Fryderyk II.
W trakcie podróży na Morawy w dniach 26-28 października 1767 r. zatrzymała się tu rodzina Wolfganga Amadeusa Mozarta. Młody, jedenastoletni Mozart mimo choroby komponował tu i ukończył VI Symfonię F-dur. Po tym, jak zachorował na ospę, rodzina przeniosła się do budynku kapituły na zaproszenie dziekana kapituły, Podstatskiego. Tablica pamiątkowa przy wejściu do dzisiejszego lokalu przypomina o tym, że salzburski kapelmistrz Leopold Mozart wraz z żoną i dziećmi mieszkali tu, w ówczesnej gospodzie „U černého orla”.